# Wolfram Zimmermann
Wolfram Zimmermann (* 20. Juli 1944 in Erfurt; † 7. Dezember 2023 in Bernau bei Berlin) ist ein deutscher Psychotherapeut und klinischer Psychologe.

## Leben
Wolfram Zimmermann wuchs nach dem Ende des Zweiten Weltkrieges in der Sowjetischen Besatzungszone und später in der DDR in Erfurt auf. Dort besuchte Zimmermann die Polytechnische Oberschule, die er mit der 10. Klasse abschloss. Anschließend absolvierte er von 1961 bis 1964 eine Ausbildung zum Chemiefacharbeiter (organische Chemie) mit Abitur bei Jenapharm, seinerzeit ein Volkseigener Betrieb (VEB). In Ost-Berlin studierte Zimmermann Klinische Psychologie mit einem Abschluss als Diplom-Psychologe und Fachpsychologe in der Medizin. Später nahm er verschiedene externe wissenschaftliche Tätigkeiten an der Universität Leipzig und klinisch-praktische psychotherapeutische Tätigkeiten in Klinikeinrichtungen sowie in eigener Praxis in Bernau bei Berlin wahr. Von 1976 bis 1990 war er Leiter der Fachabteilung für Klinische Psychologie der Funktionseinheit Kreiskrankenhaus-Kreispoliklinik in Bernau, von 1990 bis 1991 Abteilungsleiter im Gesundheitsamt. Er war von 1983 bis 1990 Vorsitzender der Regionalgesellschaft für Ärztliche Psychotherapie Frankfurt an der Oder sowie Vorstandsmitglied in Fachgesellschaften der DDR. Nach der Wende übernahm er Funktionen in der Kassenärztlichen Vereinigung Brandenburg. Er ist Mitbegründer der Brandenburgischen Akademie für Tiefenpsychologie und analytische Psychotherapie.
Zimmermann legte seine Promotion A 1976 und seine Promotion B 1984 an der Universität Leipzig auf den Gebieten der Persönlichkeitsdiagnostik im Kindesalter ab. In seiner Habilitationsschrift (Promotion B) stellte er ein neu entwickeltes psychodiagnostisch-methodisches Verfahren einer psychometrischen, experimentellen sowie handlungs- und verlaufsbezogenen psychologischen Diagnostik sozialer Persönlichkeitseigenschaften im Kindesalter mit dazu entwickelten Testverfahren vor.
Wolfram Zimmermann lebt in Bernau bei Berlin.

## Wirken
Wolfram Zimmermann war langjährig als Psychotherapeut und in der Forschung tätig. Er beschäftigte sich mit psychologischer Diagnostik der „sozial-kooperativen Lernfähigkeit“ von Kindern und entwickelte dazu den psychologischen Test 3x3 Spielexperiment mit Musterbau (DDM): Experimentaldiagnostischer Handlungstest zur Erfassung der sozialen Lernfähigkeit 9-11jähriger Kinder. Dazu publizierte Zimmermann mehrfach ab den 1980er-Jahren. Er war als Dozent, Supervisor, Balint-Gruppen-Leiter und Hypnotherapeut an verschiedenen Psychotherapieausbildungen tätig. 1991 ließ er sich als erster Psychotherapeut im Land Brandenburg in einer eigenen Praxis nieder. Er veröffentlichte über 140 Zeitschriftenartikel, einige Monografien sowie Bücher als Mitautor. 2012 veröffentlichte er seine Erfahrungen als ambulant arbeitender Psychotherapeut im Wandel der Systeme.
Zimmermann ist Balintgruppenleiter, Lehrtherapeut und Supervisor der Brandenburgischen Akademie für Tiefenpsychologie und analytische Psychotherapie. e. V. (batap) sowie Ausbilder für Balintgruppenleiter in Zusammenarbeit mit der Deutschen Balintgesellschaft.

## Schriften (Auswahl)
- Prozeßdiangostik prosozial-kooperativer Lernfähigkeit – ein neuer Ansatz der Persönlichkeitsdiagnostik im Kindesalter. In: Psychologia Universalis. Band 49. Athenäum Verlag, Frankfurt 1987, ISBN 3-335-00273-3.
- Psychodiagnosis of Prosocial-Cooperative Learning Faculty in School-Children in Effectivity-Oriented Psychotherapy of Neurotic Disorders. Proceedings, IX.Meeting of Psychologists from the Danubian Countries – Paper and Abstracts Ljubljana, Juni 1989.
- Handlungsorientierte Psychodiagnostik sozialer Eigenschaften im Kindesalter, in: Schüttler-Janikulla (Hrsg.): Handbuch für Erzieher, 24. Lieferung. München:Moderne Verlagsgesellschaft 1991, 1–31.
- Prozeßbezogene Psychodiagnostik prosozial-kooperativer Verhaltenskompetenz im Kindesalter. In: Leo Montada, Hans Werner Bierhoff (Hrsg.): Altruismus – Bedingungen der Hilfsbereitschaft. Verlag Hogrefe, Göttingen 1988, ISBN 978-3-8017-0253-3, S. 264–286.
- Prozeßbezogene Experimentaldiagnostik sozialer Eigenschaften bei normalen und verhaltensgestörten Kindern. In: Harry Schröder, Jürgen Guthke (Hrsg.): Fortschritte der Klinischen Persönlichkeitspsychologie und Klinischen Psychodiagnostik. J.A. Barth-Verlag, Leipzig 1989, ISBN 978-3-335-00073-0, S. 127–141.
- 3x3 Spielexperiment mit Musterbau (DDM) : Experimentaldiagnostischer Handlungstest zur Erfassung der sozialen Lernfähigkeit 9-11jähriger Kinder. Psychodiagnostisches Zentrum an der Humboldt Universität Berlin, Berlin 1990.
- Soziale Persönlichkeitsdiagnostik im Kindes- und Jugendalter. Lehrbriefe, Teile I,II,III., Institut für Psychologie der Universität Leipzig 1992
- Interventions- und handlungsorientierte Psychodiagnostik sozialer Eigenschaften – Probleme und Ergebnisse eines neuen Diagnostizierungsparadigmas, in: W.Hacker, U.Wetter und F.W. Wilker (Hrsg.): Klinische Psychologie im Spiegel ihrer Praxis, Deutscher Psychologen-Verlag, Bonn 1993, S. 43–51.
- Dynamisches Testen im Sozial-, Einstellungs- und Charakterbereich, in: J. Guthke und  K.H. Wiedl (Hrsg.): Dynamisches Testen – Zur Psychodiagnostik der intraindividuellen Variabilität. Göttingen: Hogrefe 1996, S. 303–341.
- Kooperation der Leipziger Universität mit einem Kreiskrankenhaus – eine ungewöhnliche «Partnerschaft» für Medizinische Psychologie und Psychotherapie. In: Michael Geyer (Hrsg.): Psychotherapie in Ostdeutschland : Geschichte und Geschichten 1945–1995. Vandenhoeck & Ruprecht, 2011, ISBN 978-3-647-40177-5, S. 611–614.
- Ambulante Psychotherapie im Berliner „Speckgürtel“ – Gesellschaftskritische und historische Analysen nach Jahrzehnten im „Wandel der Systeme“ Novum-Verlag, Neckenmarkt(Wien), Zürich, Frankfurt(M) 2012.
- 30 Jahre „Brandenburgische Akademie für Tiefenpsychologie und Analytische Psychotherapie e.V.“ (BATAP 1990-2020), in Balint-Journal, 22(1), 2021: 25–27.